# Lumi i Kirit
Lumi i Kirit är ett vattendrag i Albanien.   Det ligger i prefekturen Qarku i Shkodrës, i den norra delen av landet, 80 km norr om huvudstaden Tirana.
Trakten runt Lumi i Kirit består till största delen av jordbruksmark.  Runt Lumi i Kirit är det ganska tätbefolkat, med 96 invånare per kvadratkilometer.